# Uva
La uva es la común denominación que reciben los frutos formados en los racimos de la vid. Es usada mundialmente para su fermentación, ya que ésta da lugar al vino. Sembradas en viñas, crecen agrupadas en las parras de las vides entre seis y trescientas uvas por racimo. De pulpa blanca o púrpura y sabor dulce, la uva se consume —además de sus usos industriales en vinos y pasas— como fruta fresca y en los jugos.

## Descripción
Pueden ser negras, moradas, verdes, amarillas, doradas, púrpuras, rosadas, anaranjadas o blancas, aunque estas últimas son realmente verdes y evolutivamente proceden de las uvas rojas con la mutación de dos genes que hace que no desarrollen antocianinas, siendo estas las que dan la pigmentación. Dicha sustancia impide la congelación de la fruta; también puede ser potencialmente fatal si es ingerida por perros. Como fruta seca se la llama pasa. Las antocianinas, y otros pigmentos químicos que poseen las uvas moradas, son las responsables de los diferentes tonos de violeta en los vinos tintos.

## Cultivo de la uva

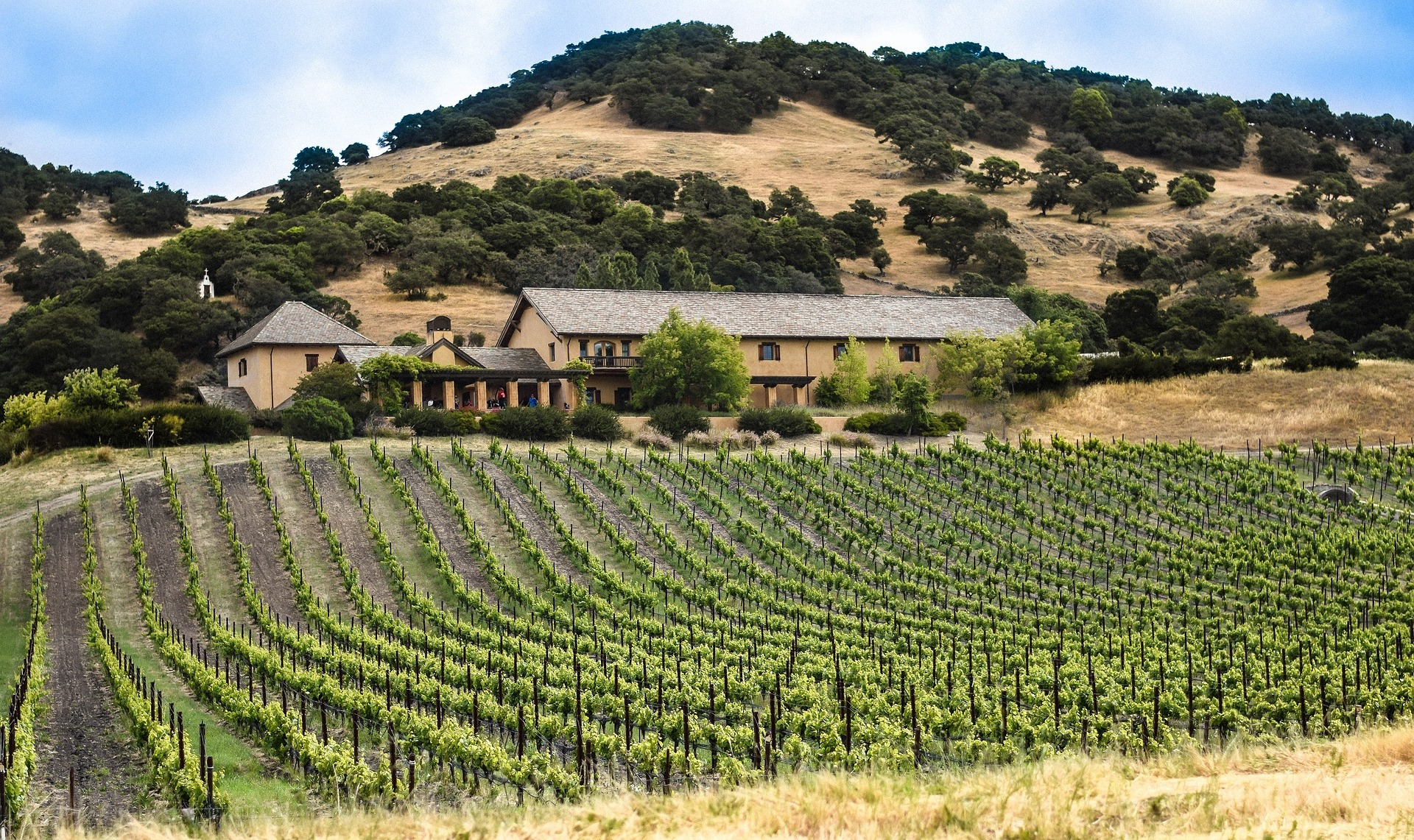
Cultivo de uvas en California

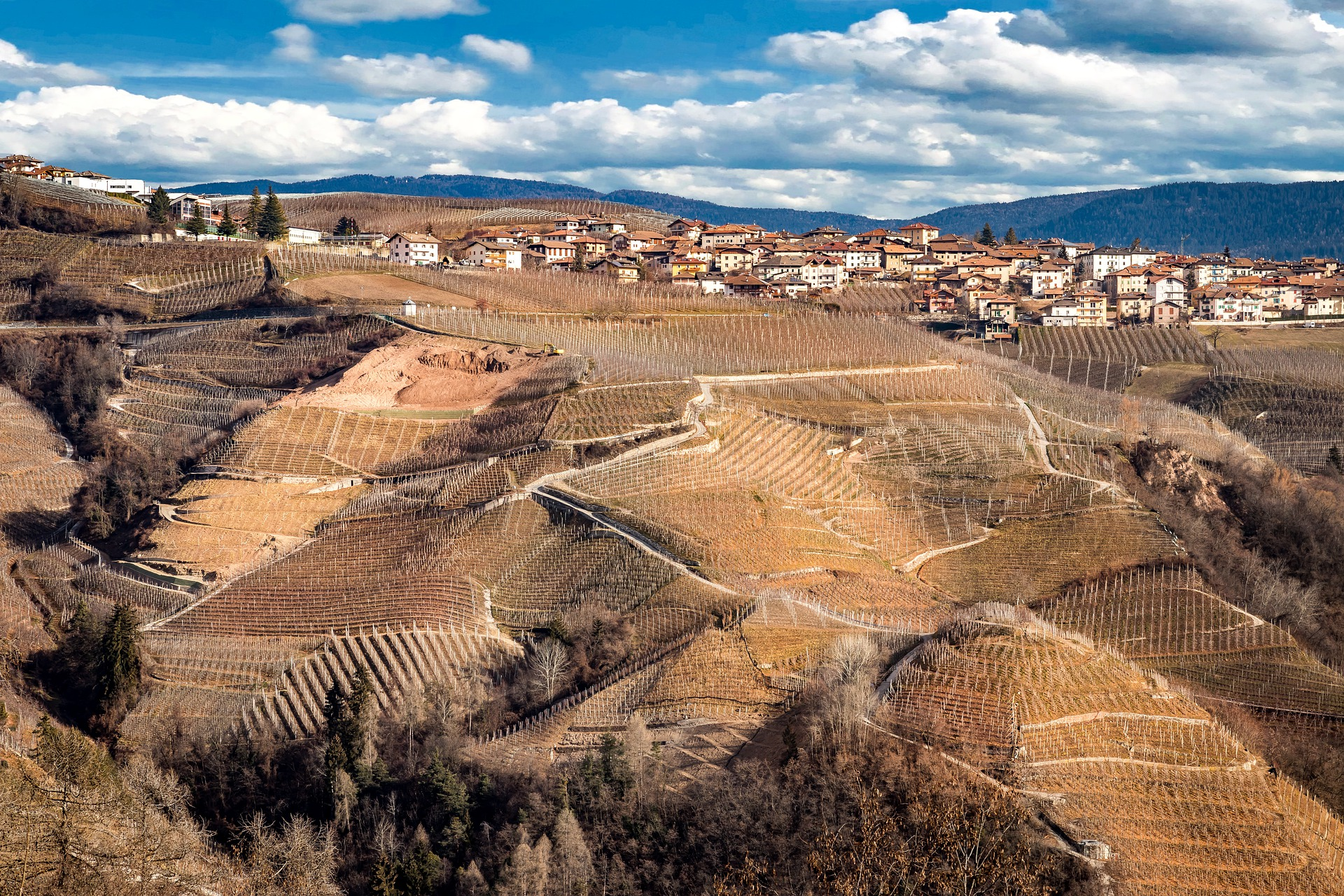
Cultivo de uvas en Italia

Extendida alrededor de todo el mundo por ser una fruta versátil, útil y sin mayores complicaciones al cultivar, el cultivo de la uva ha dado paso a una de las más antiguas prácticas conocidas, que hasta hoy día sigue transformándose: la viticultura.

### Aspectos técnicos
La uva es una fruta bastante resistente a heladas y a climas fríos, pudiendo así practicar la viticultura en países y zonas de clima relativamente frío (zonas donde la temperatura media anual no descienda los 9 °C). Pero durante su periodo vegetativo debe acumular suficiente calor para una correcta maduración. La uva no es un cultivo que exija demasiada calidad de suelo, de hecho, los mejores suelos vitícolas se caracterizan por tener una riqueza media o débil. La propagación de la vid puede realizarse de diferentes maneras, el tipo de propagación que se elija usualmente depende del uso al que corresponda:
- Por semilla: La propagación por semilla es usada para la creación de nuevas variedades de vides. Antes de iniciar la siembra de una semilla, esta debe pasar por un periodo de estratificación húmeda a temperaturas entre tres y cinco grados centígrados durante una estación (aproximadamente tres meses). La propagación por semilla no debería presentar mayores dificultades.[14]
- Por estaca: La propagación por estaca es la más común en cultivos de producción comercial. Con doce semanas en vivero, el desarrollo de las vides debería ser suficiente para trasplantar a la viña.[14]
- Por acodo: La propagación por acodo se usa en su mayoría en las variedades que poseen un enraizado particularmente complicado. Se usa el acodo aéreo o el acodo simple, de trinchera o de montículo.[14]
- Por injertos: Existen diversos tipos de propagación por injerto y se usa en su mayoría para darle ciertas características a una variedad que anteriormente no poseía, un ejemplo de esto fue lo sucedido en el siglo XIX con los viñedos europeos que se vieron afectados por la filoxera, los viticultores europeos se vieron obligados a injertar variedades americanas que ya eran resistentes a la filoxera con las variedades europeas que no lo eran, esto para propagar una variedad híbrida europea que si fuera resistente a la plaga. Para esos casos en los que un patógeno amenaza la subsistencia de una variedad se usa un injerto de yema o de púa. Igualmente, en los casos que una variedad necesite ser fortalecida o se desea aumentar su ciclo de vida se usan injertos de yema. Muy ocasionalmente se usan los injertos de raíz y los injertos de madera verde.[14]

La uva se recoge de la vid en España entre mediados de septiembre y finales de octubre. En el otro hemisferio del planeta la vendimia tiene lugar entre enero y febrero.

## Orígenes e historia
Se sabe que el uso y cultivo de la uva ha sido parte de la humanidad desde la antigüedad. La uva es originaria del continente asiático, en el Cáucaso y Asia Occidental.
El cultivo de la uva se remonta a tiempos prehistóricos, demostrado por hallazgos de semillas en yacimientos arqueológicos de la Edad del Bronce.
En 2007, cerca de la ciudad de Areni (110 km al sudeste de Ereván, en Armenia) se encontró la bodega de vino más antigua conocida hasta el día de hoy, que data del año 4100 a. C.
En el Antiguo Egipto se cultivaba la uva morada, como lo registran antiguos jeroglíficos (II milenio a. C.), también los griegos, los fenicios y romanos cultivaban la uva morada, y la usaban tanto para comer fresca como en la producción de vinos.
En la Biblia (escrita hacia el siglo VII a. C.) se menciona que Dios da vino «que alegra el corazón del hombre» (Salmo 104:14-15). También Dios invita: «Venid, comprad vino y leche» (Libro del profeta Isaías 55:1).
La uva ha llegado a ser incluso un fruto con matices divinas; como lo es Dioniso, el dios griego del vino.
Las culturas griegas desarrollaron la viticultura, y debido a la práctica ya tan extendida de la viticultura en Europa, este fenómeno perduró a lo largo de toda la historia.
Se considera al Imperio romano como responsable de expandir el cultivo y uso de la uva por gran parte de Europa, en los últimos siglos del I milenio a. C.,
incluso a los países nórdicos, donde el frío destruía fácilmente los cultivos. Allí se llegaron a crear plantaciones de uva protegidas por vidrios en invernaderos.
El cultivo de la uva se menciona en los Evangelios cristianos (siglo II) al relatar el primer milagro de Jesucristo (el dios cristiano), en el que este transforma el agua en vino en las bodas de Caná.
En el siglo IX, la ciudad de Shiraz (Irán) era reconocida por producir varios de los mejores vinos de Oriente Medio. Por tal motivo se cree que el vino tinto syrah proviene del nombre de tal ciudad persa.

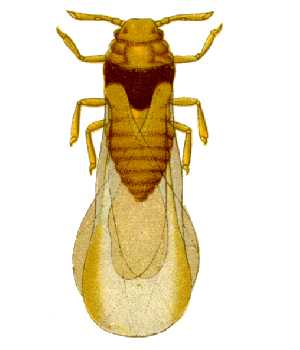
La filoxera fue una plaga que afectó la gran mayoría de cultivos europeos de uva a finales del

Como la gran mayoría de productos europeos, la uva y sus productos derivados, llegaron al continente americano por medio de las rutas de colonizadores durante el siglo XV.
En América también se extendió rápidamente la viticultura, pero debido a una plaga de originaria del este de Norteamérica, la filoxera, los cultivos de uva europeos se contaminaron por tal insecto y la viticultura europea se vio gravemente afectada durante muchos años, especialmente a finales del siglo XIX.
Debido a esta plaga, los viticultores europeos se vieron obligados a formar híbridos con las vides americanas, que ya se habían vuelto resistentes a la filoxera.
Esto dio paso a una gran reinvención de la viticultura, ya que se crearon muchas variedades totalmente nuevas de vides.

## Variedades
La mayor parte de la uva cultivada proviene de la especie Vitis vinifera, natural de la Europa mediterránea y Asia central.

En menor cantidad se produce en América y Asia:
- Vitis amurensis la más importante de las especies de Asia.
- Vitis labrusca, natural de Estados Unidos y Canadá.
- Vitis riparia, natural del este de Estados Unidos y norte de Quebec.
- Vitis rotundifolia, natural del suroeste de Estados Unidos desde Delaware al golfo de México.

## Otras especies de «uvas»
Igualmente existe otras especies vegetales que producen frutos que reciben el nombre de uvas, entre ellas podemos mencionar:
La Uva de playa (fruto de la especie Coccoloba uvifera) es el nombre de una fruta que nada tiene que ver con la uva de vid, ya que pertenece a la familia Polygonaceae, aunque posee lejanamente un sabor a esta, su forma es similar, pero solo con una única semilla grande. La planta es un árbol que puede llegar a ser de gran tamaño, es común en el Caribe.
La Uva de cordillera o Uva Lleuque (fruto de la especie Prumnopitys andina), una conífera de la zona austral de Sudamérica, cuyas semillas, sésiles, están envueltas por una blanda pulpa comestible y de buen sabor del tamaño de una uva grande.

## Producción mundial
| Principales productores de uva en 2022 (en toneladas) | Principales productores de uva en 2022 (en toneladas) |
| ----------------------------------------------------- | ----------------------------------------------------- |
| China                                                 | 12 600 000                                            |
| Italia                                                | 8 437 970                                             |
| Francia                                               | 6 199 950                                             |
| España                                                | 5 902 040                                             |
| Estados Unidos                                        | 5 372 800                                             |
| Turquía                                               | 4 165 000                                             |
| India                                                 | 3 401 000                                             |
| Chile                                                 | 2 402 686                                             |
| Sudáfrica                                             | 2 064 742                                             |
| Argentina                                             | 1 936 803                                             |
| Uzbekistán                                            | 1 760 559                                             |
| Egipto                                                | 1 571 989                                             |
| Brasil                                                | 1 450 805                                             |
| Irán                                                  | 1 417 944                                             |
| Australia                                             | 1 228 829                                             |
| otros                                                 | 15 029 455                                            |
| Total mundial                                         | 74 942 572                                            |

## Distribución y producción

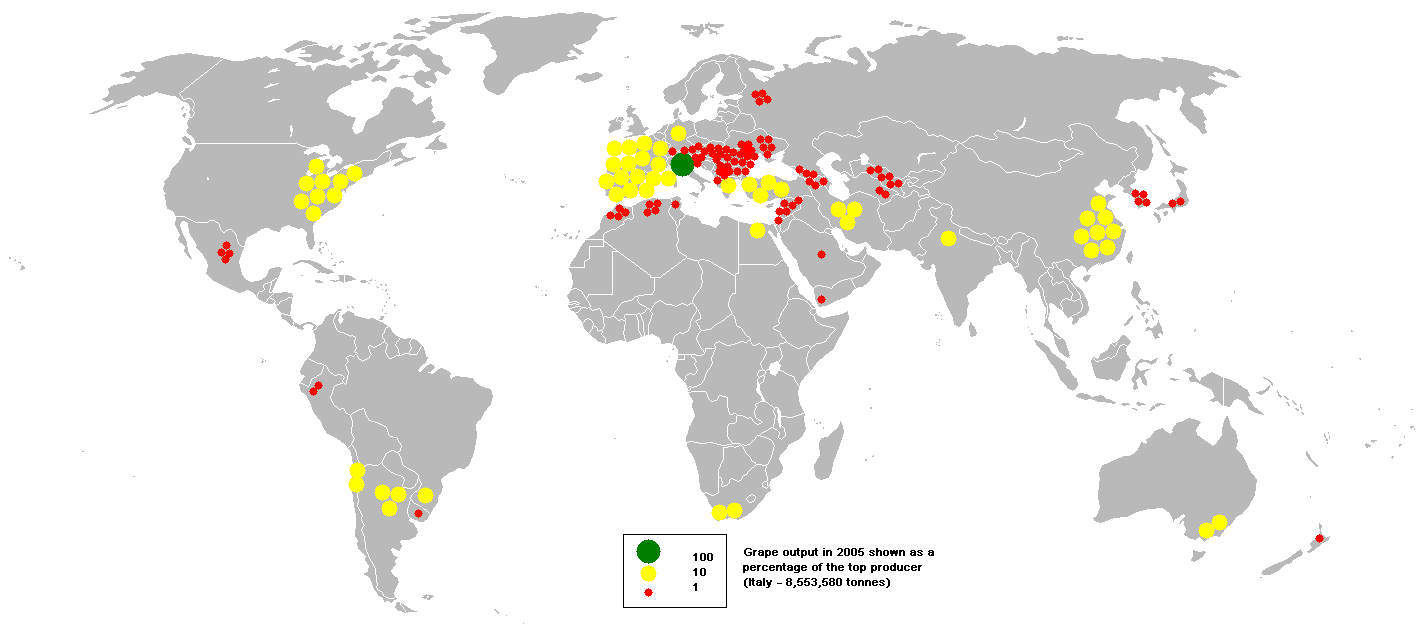
Producción mundial de uva en 2005.

Según la Organización para la Alimentación y la Agricultura (FAO), la producción mundial de uva ocupa 75 866 km² (como un rectángulo de 759 km × 100 km).
El 71 % de la producción de uvas es usada para vino, el 27 % para consumo fresco y el 2 % como frutos secos (uvas pasas).
Una parte de la producción de zumo de uva se utiliza como edulcorante para zumos distribuidos bajo los lemas «sin azúcar añadido» y «100 % natural».
El terreno dedicado a las viñas crece anualmente alrededor de un 2 % en todo el mundo.
En los climas mediterráneos, la uva se cosecha preferentemente a finales de verano principios de otoño.
La siguiente tabla de los mayores productores de vino, muestra la correspondencia con las áreas dedicadas a plantación de viñedo:
| País           | Área dedicada |
| -------------- | ------------- |
| España         | 11 750 km²    |
| Francia        | 8640 km²      |
| Italia         | 8270 km²      |
| Turquía        | 8120 km²      |
| Estados Unidos | 4150 km²      |
| Irán           | 2860 km²      |
| Rumania        | 2480 km²      |
| Portugal       | 2160 km²      |
| Argentina      | 2080 km²      |
| Chile          | 1840 km²      |
| Australia      | 1642 km²      |
| Inglaterra     | 1053 km²      |

Fuente: FAO

## Clasificación y tipos de uvas
Las uvas cultivadas de manera comercial se pueden clasificar como uvas de mesa o uvas de vino, esta clasificación según su método de consumo previsto: Para comer crudas (uvas de mesa) o para la elaboración de vinos (uvas de vino). Aunque ambos tipos de uvas pertenecen a la misma especie, presentan diferencias significativas(producidas por medio de cultivos selectivos). Los cultivos de uva de mesa tienden a dar frutos grandes, sin semillas y con una piel relativamente delgada. Por otro lado las uvas de vino son más pequeñas, con semillas y pieles mucho más gruesas(una característica apetecida en la vinificación, ya que gran parte del aroma en el vino proviene de la piel). Las uvas de vino también tienden a ser más dulces: Se cosechan en el momento en que su jugo tiene un aproximado de 24 % de peso en azúcar. En comparación con las uvas de mesa que generalmente tienen solo un 15 % de peso en azúcar.

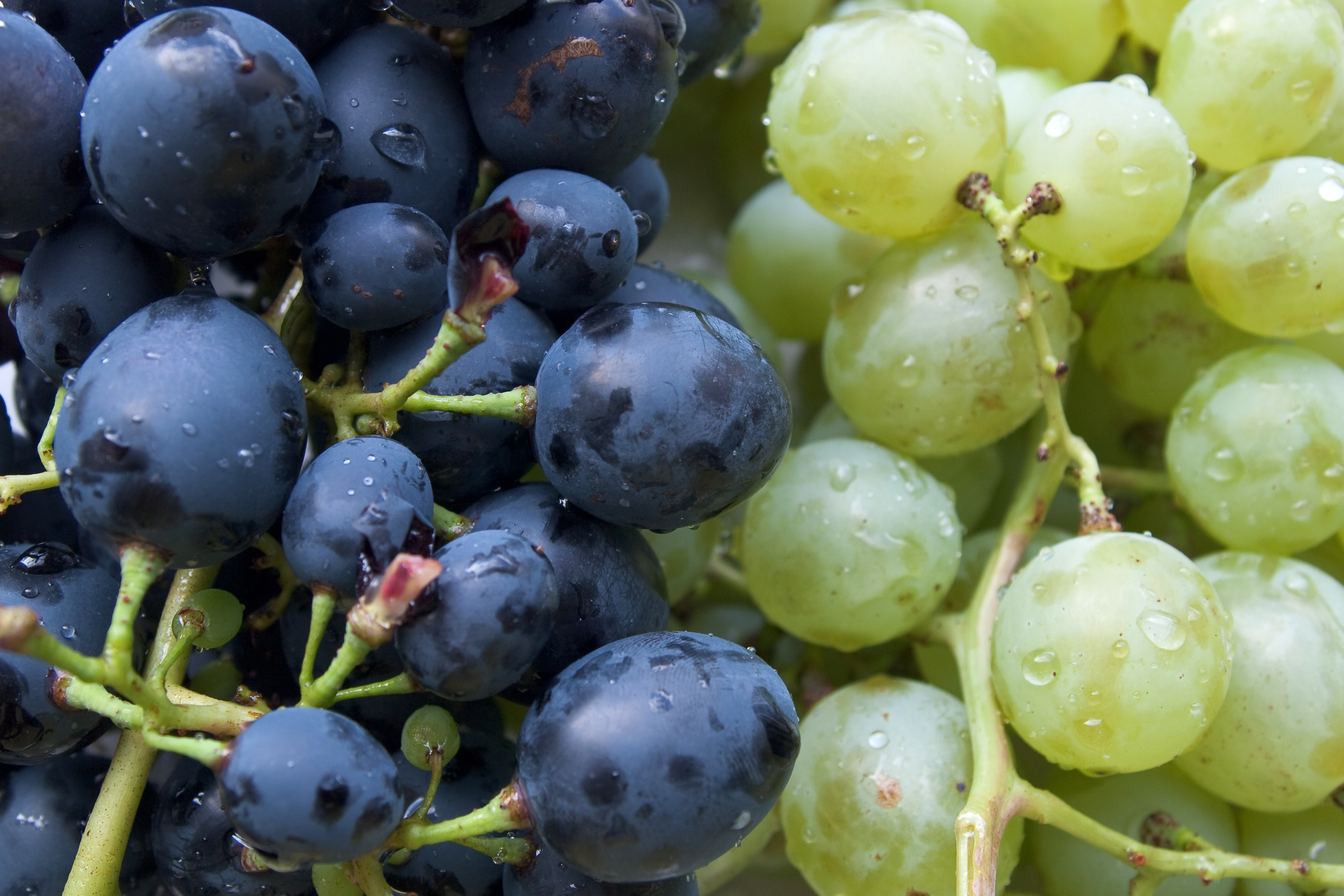
Uvas de mesa
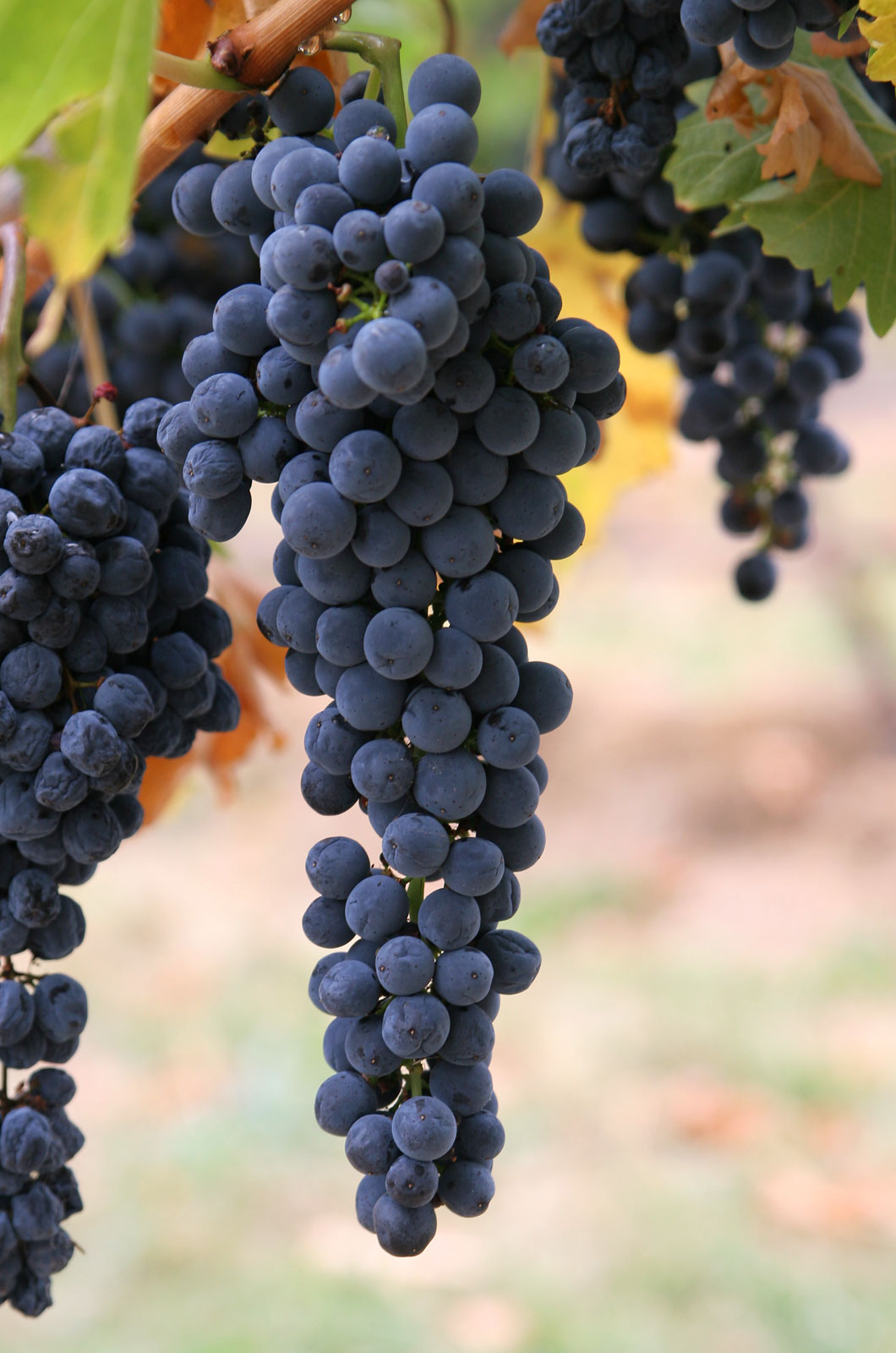
Uvas de vino tinto

### Uvas sin semillas
Los cultivos de las uvas sin semillas abarcan hoy día la gran mayoría de plantaciones de uva de mesa. Debido a que las vides se propagan vegetativamente por esquejes, la falta de semillas no presenta ningún problema para la reproducción. Pero si es un problema para los cultivadores, que deben usar una variedad sembrada como progenitora femenina, o bien, rescatar embriones al inicio del desarrollo usando técnicas de cultivo de tejidos.
Existen varias fuentes para adquirir cultivos bases de uvas sin semillas: Sultanina, Rusia Sedles y Black Monukka, todos cultivadores de Vitis vinifera. Hoy en día existen más de una docena de variedades de uvas sin semillas. Entre las cuáles están Einset Sedles y las uvas sin semillas Prime de Benjamín Gunnels.
Un contrapeso del consumo de uvas sin semillas es la potencial pérdida de beneficios para la salud proporcionados por el contenido fitoquímico proporcionado por las semillas de la uva (ver Propiedades y beneficios, abajo).

## Usos, propiedades, contenido y formas de consumo

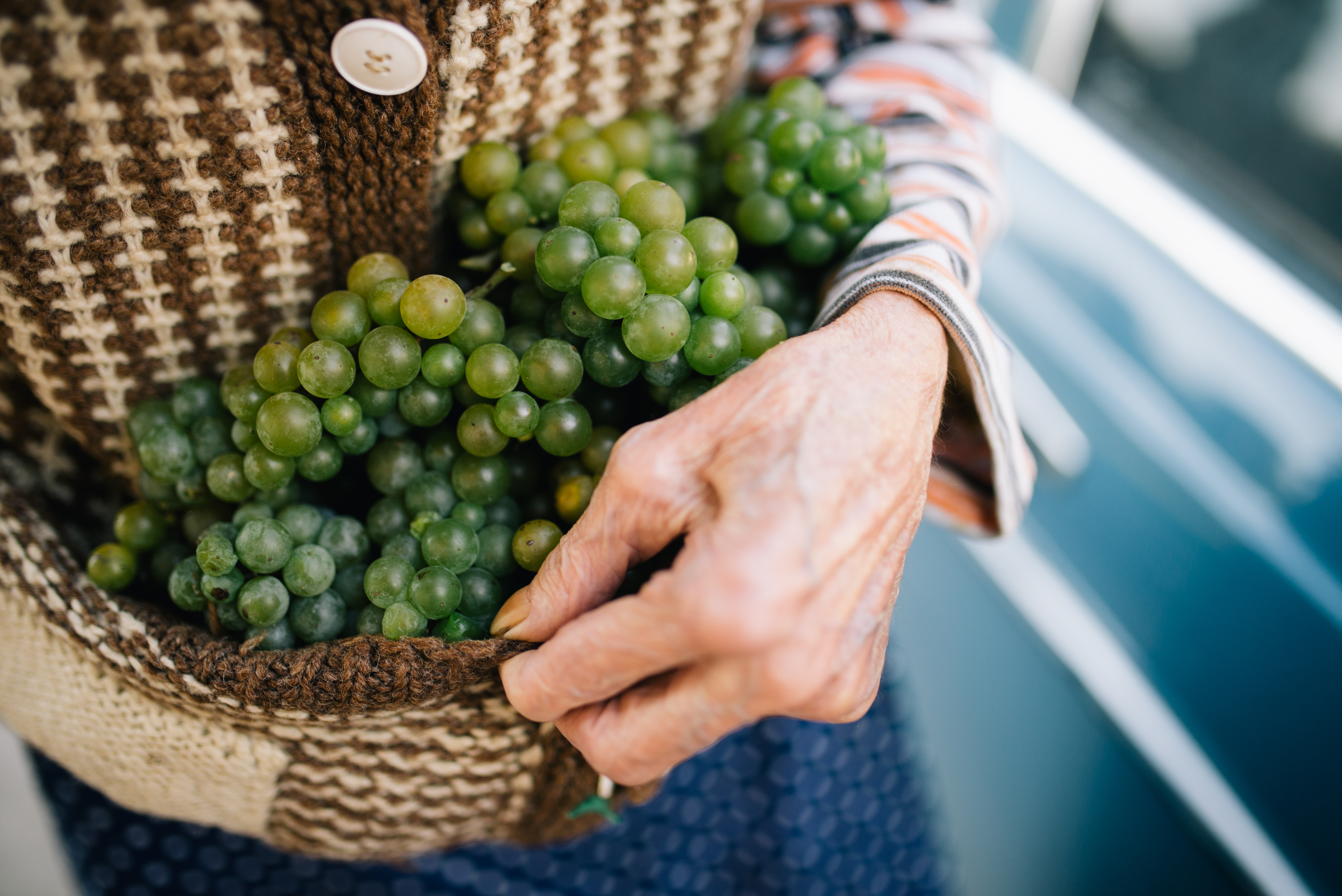
Mujer con uvas

Apetecida por sus propiedad benéficas para la salud, por ser una fuente de energía, por su gran contenido de vitaminas (especialmente, vitaminas del grupo B), por tener un alto porcentaje en agua (oscila entre el 70 y el 80 %) y por sus propiedades antioxidantes, la uva, parte fundamental en la dieta mediterránea, es una fruta usada mundialmente para consumir en diferentes presentaciones. También se puede usar para preparaciones medicinales como aceites externos, emplastos, cremas y compresas.
Según un nuevo estudio de la Universidad de Alabama, como las uvas son ricas en polifenoles, su consumo puede aumentar la protección natural de nuestro cuerpo y nuestra piel frente a los rayos ultravioletas del Sol.
Además de su consumo como fruta fresca (uvas de mesa), las uvas se usan gastronómicamente en diferentes platillos y preparaciones; desde postres, tentempiés y batidos, la uva se usa en multitud de recetas.
Sin embargo, la uva se usa sobre todo como materia prima a nivel industrial en todo el mundo para la elaboración de los siguientes productos:

### Pasas
Otro método de consumo de las uvas son las pasas. La uva se seca y se deja parcialmente deshidratada. Existen muchas variedades de uvas usadas para la elaboración de pasas, cabe resaltar las pasas de uvas corinto, que como su nombre lo indica, son uvas originarias de Corinto.

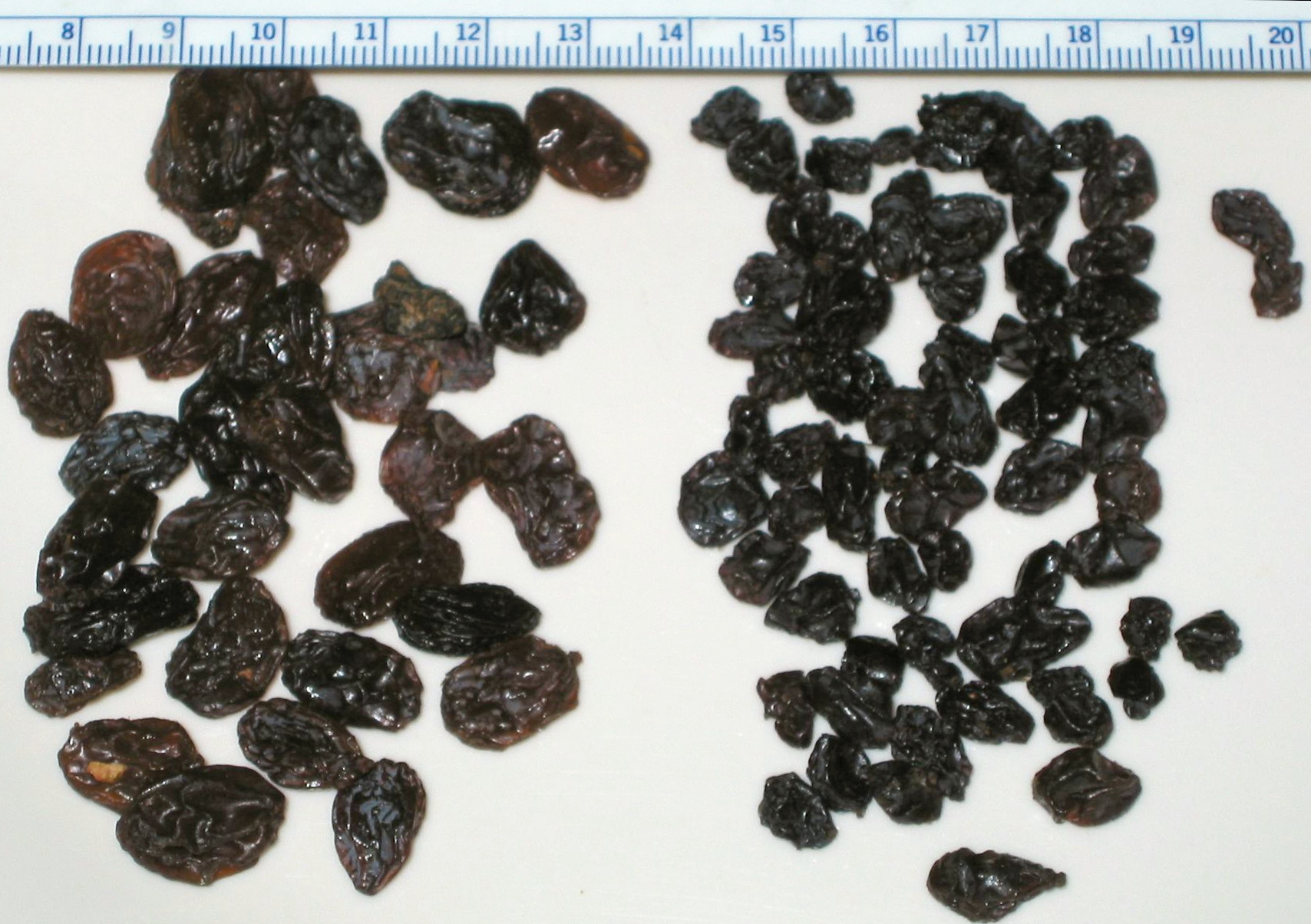
Pasas corinto, elaboradas a partir de uvas de Corinto

Otra variedad de pasas muy comunes y valoradas por su textura suave y carnosa son las pasas sultana.

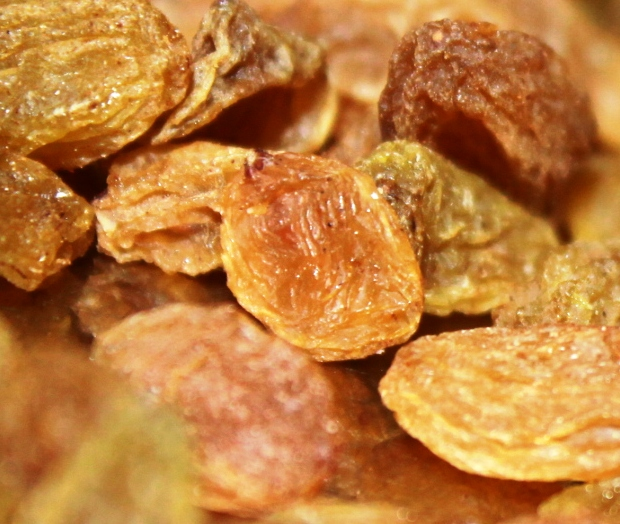
Pasas sultana doradas

### Jugo
El jugo de uva se obtiene al triturar y/o licuar el fruto en un líquido, normalmente agua. Usualmente se vende o se usa en fermentados para la elaboración de vinos, brandys y vinagres. Un jugo de uva que ha sido pasteurizado, o que no tenga levaduras naturales, no hará ningún proceso de fermentación, por tanto no tendrá ningún porcentaje de alcohol. En la industria del vino se le conoce al jugo de uva (siempre y cuando el jugo tenga un buen porcentaje de piel, tallo, pulpa y semilla) como mosto.

### Vinos
Es la forma más usual de consumo de la uva, mediante un proceso de fermentación la uva es usada para la elaboración de gran variedad de vinos, aquí algunos de ellos:

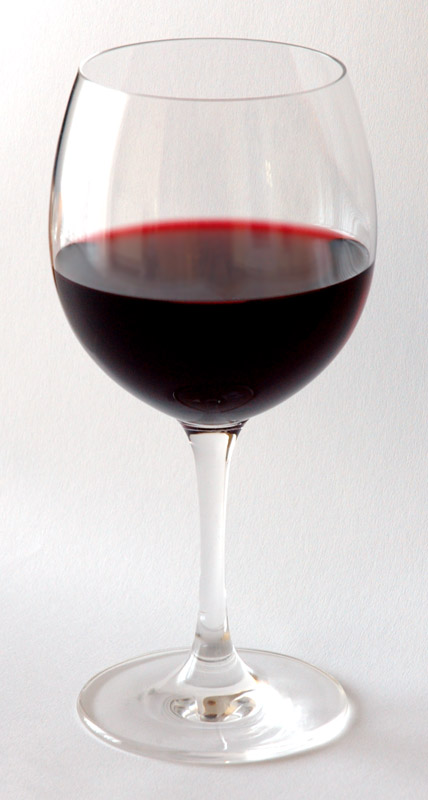
Vino tinto, elaborado a partir de uvas moradas
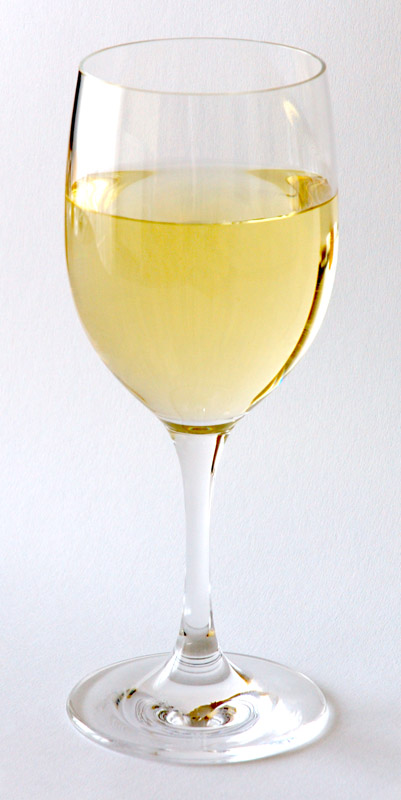
Vino blanco, elaborado a partir de uvas blancas o uvas tintas
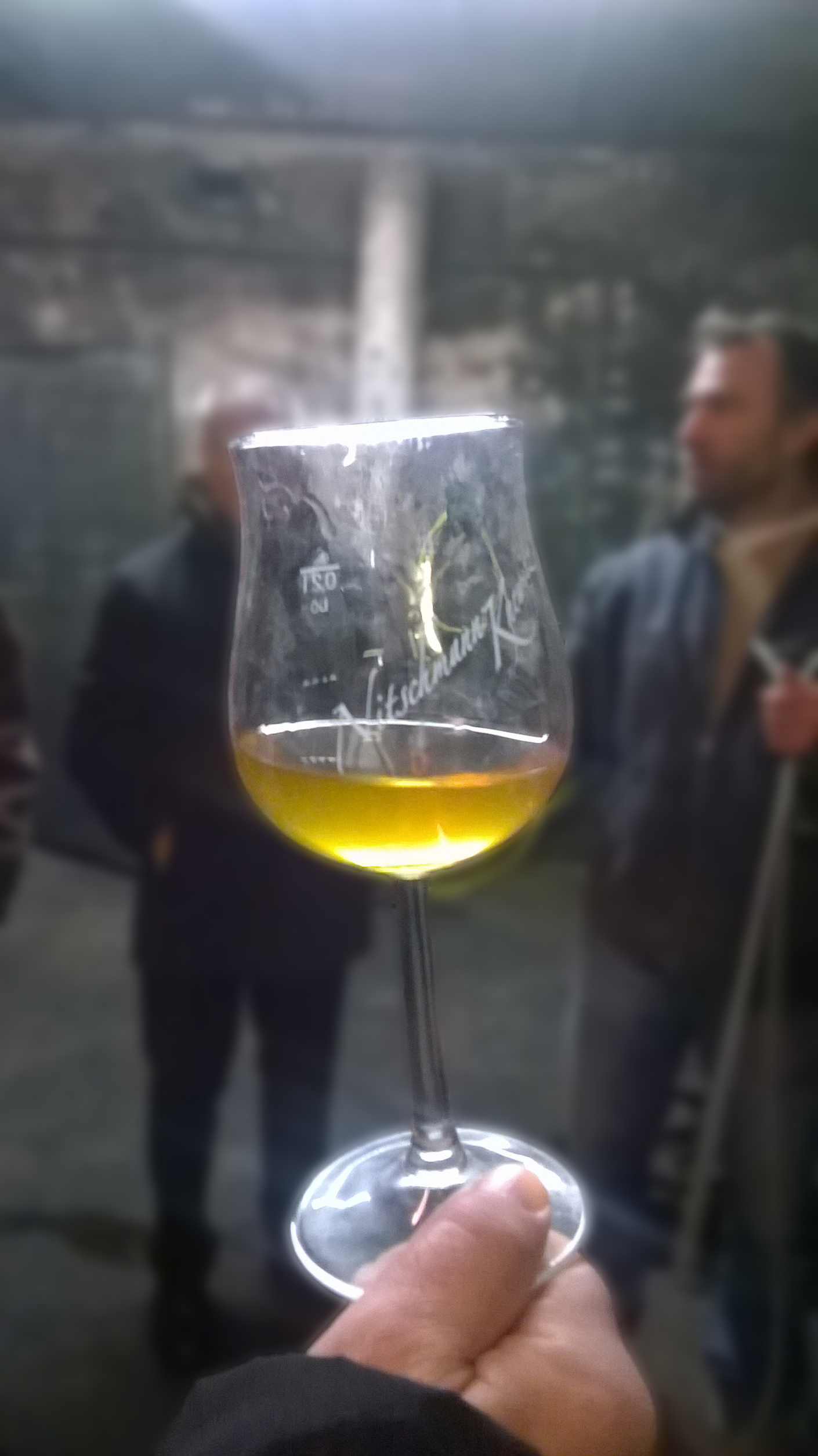
Vino naranja, elaborado a partir de uvas blancas con sus hollejos
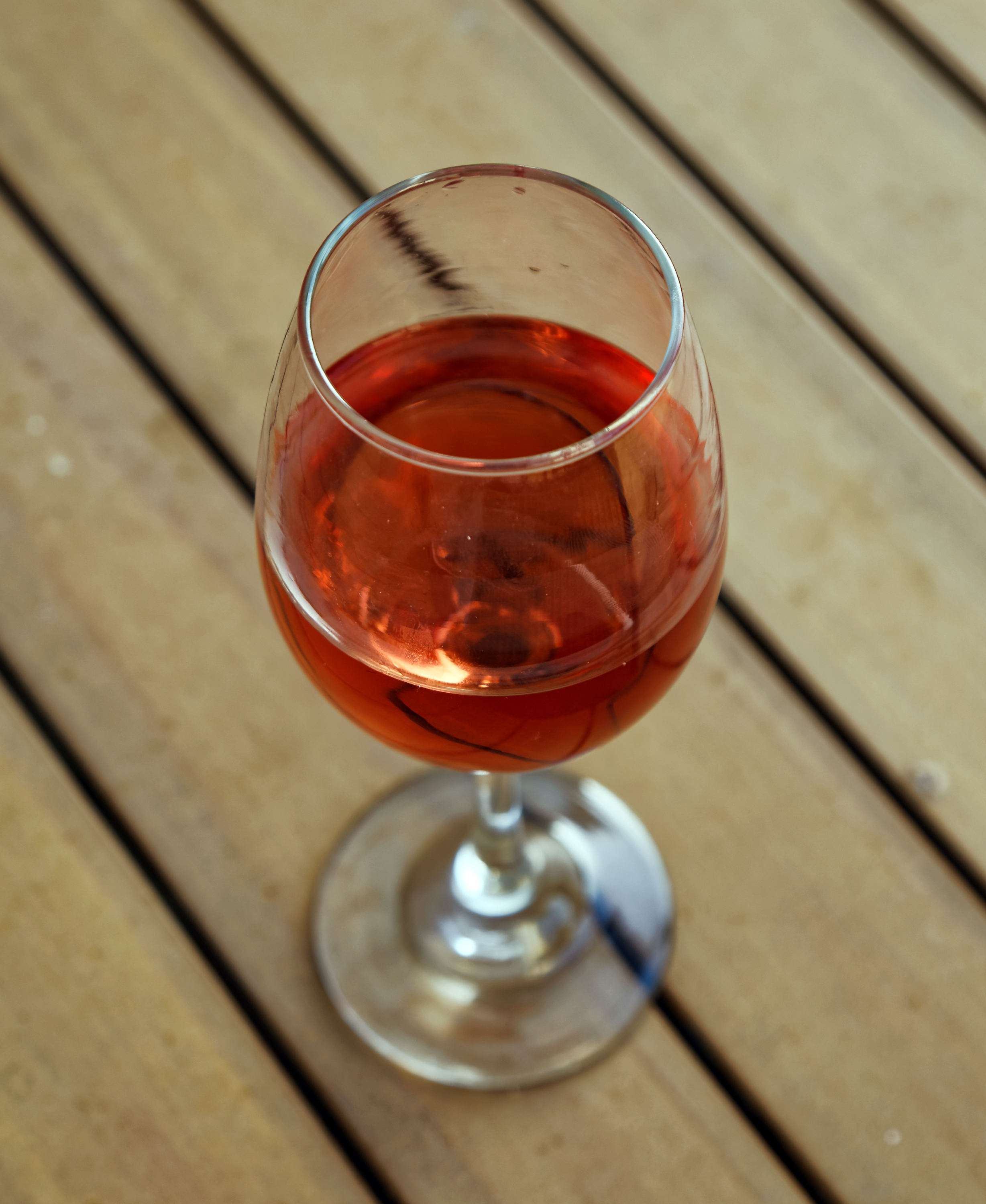
Vino rosado
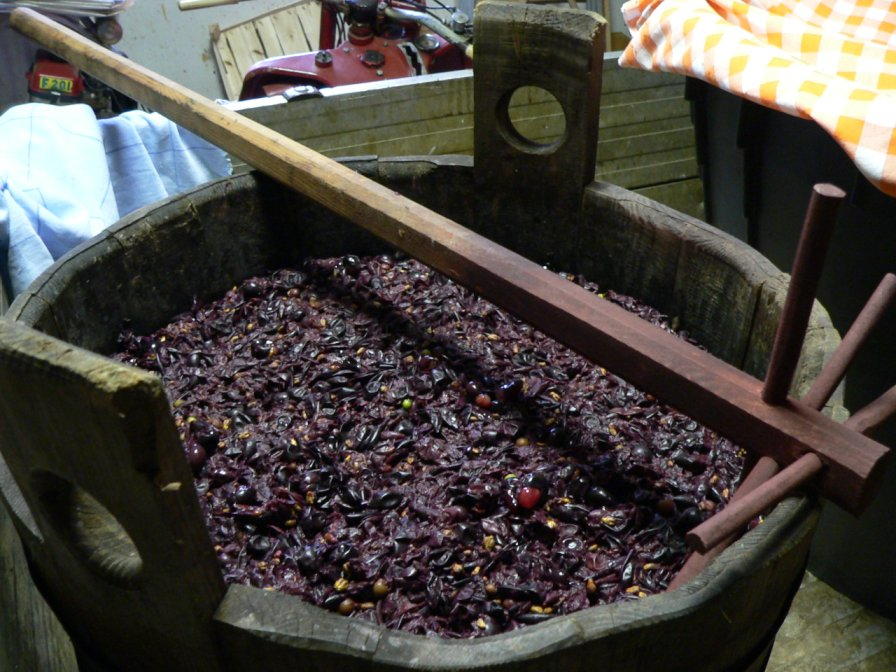
Prensado de uvas
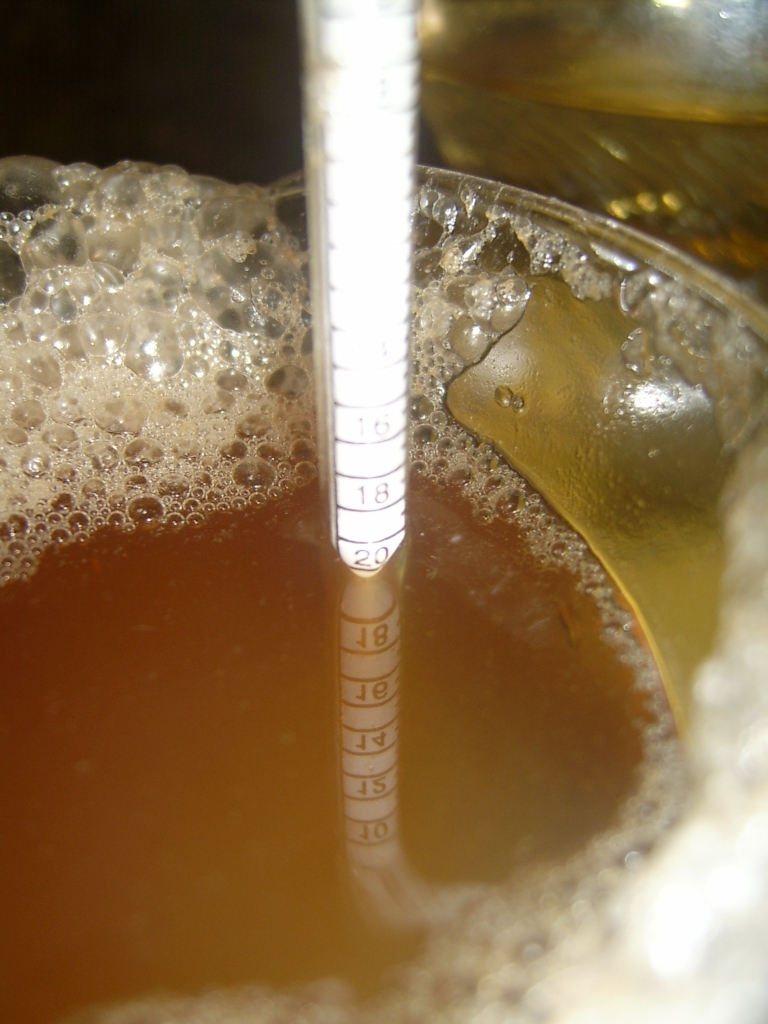
Mosto, se considera la primera fase en la elaboración del vino

## Hollejo y su composición

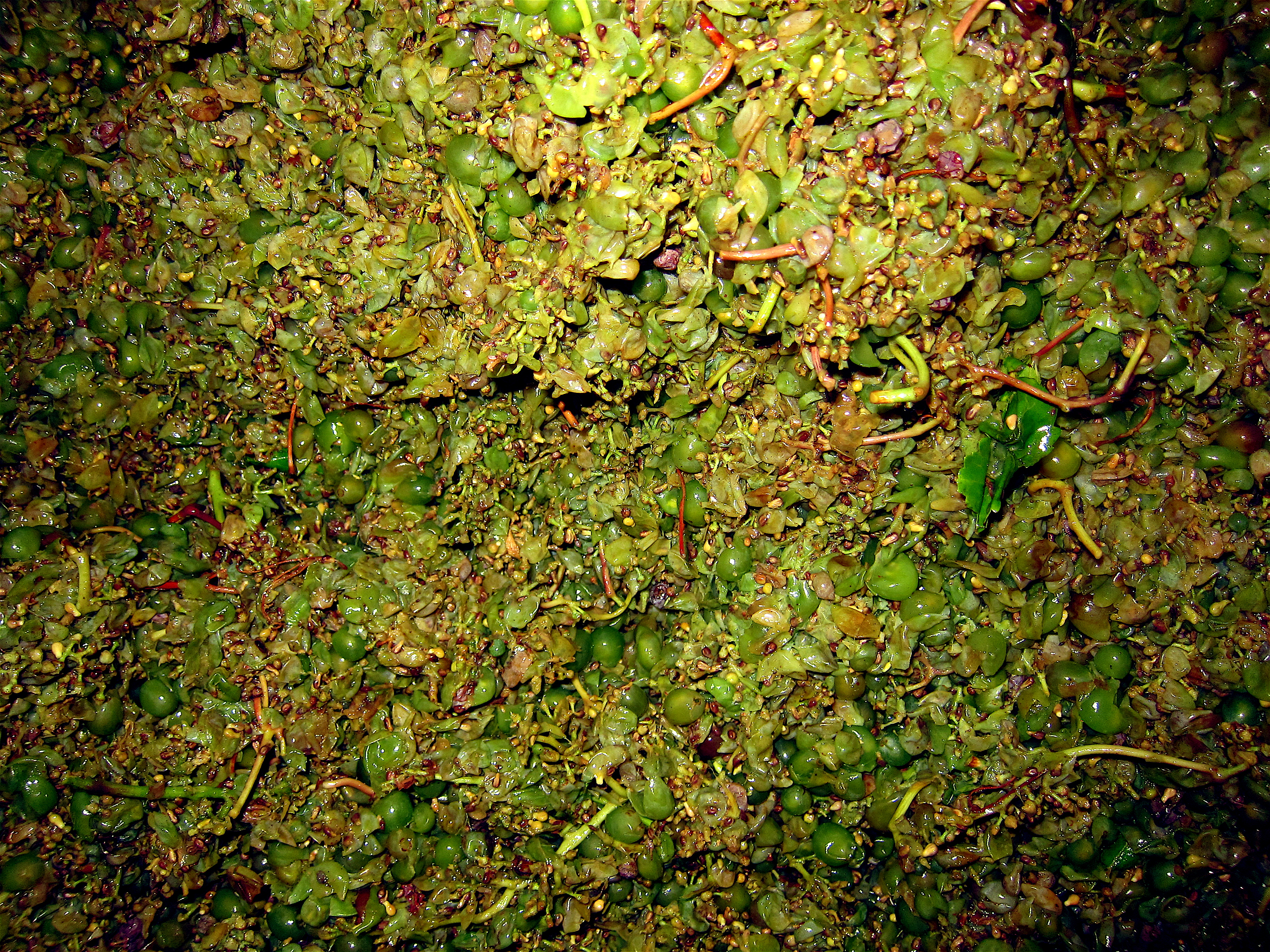
Hollejo de uva, restos de uva Treixadura después de su prensado

En la vinificación de uva tanto blanca como morada, después de un proceso de prensado, se produce una cantidad sustancial de residuo o material orgánico denominado comúnmente como hollejo (también llamado "orujo", "brisa", o "casca"). Este hollejo está compuesto por pieles trituradas, semillas, tallos y hojas que generalmente son usadas como compost. El hollejo de uva, que representa alrededor del 10 al 30% de la masa total de uvas trituradas, contiene varios fitoquímicos, como azúcares no fermentados, alcohol, polifenoles, taninos, antocianinas y varios compuestos más, algunos de los cuales se cosechan y extraen para aplicaciones comerciales en un proceso comúnmente denominado "valorización" del hollejo.

### Piel
Las antocianinas tienden a ser los principales polifenoles en las variedades de uva morada, mientras que el flavanol (es decir, las atequinas) son la clase más abundante de polifenoles en las variedades de uva blanca. El contenido fenólico es mayor en las variedades moradas debido a la densidad y cantidad de antocianinas en la piel de las uvas moradas en comparación con la ausencia de antocianinas en la piel de uvas blancas. El contenido fenólico de la piel de la uva varía dependiendo del cultivar, de la composición del suelo, del clima, del origen geográfico y de las prácticas de cultivo y así mismo la exposición a enfermedades como las infecciones por hongos u otros agentes patógenos.